# Good girl art

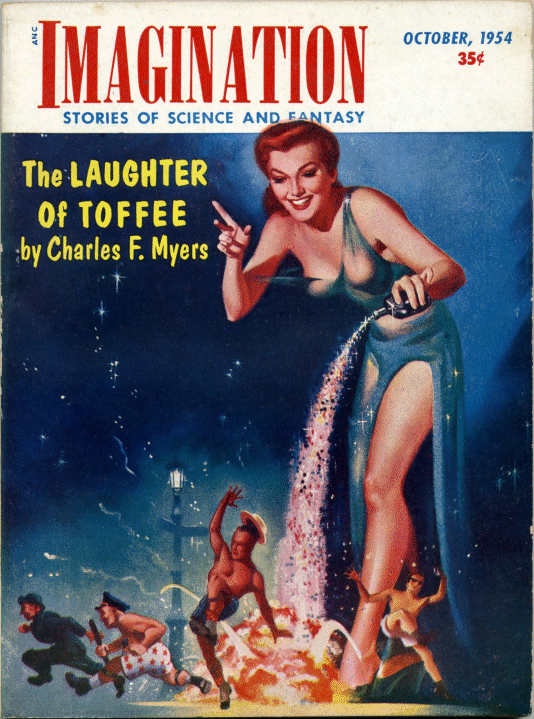
Ejemplo de Good Girl Art, Portada de la revista Imagination de 1954.

Good Girl Art (GGA, lit. arte de chica buena) se refiere a un estilo de arte centrado en mujeres y que apareció principalmente en cómics, tiras cómicas y revistas pulp. El GGA está relacionado con el arte pin-up. El término fue acuñado por la American Comic Book Company, apareciendo en sus catálogos de venta por correo a partir de la década de 1930 y hasta la de 1970, y es empleado por expertos modernos en cómics para referirse a la versión hipersexualizada de la feminidad tal y como aparecía en los cómics de la época.

## Definición
El escritor de ciencia ficción Richard A. Lupoff definió el good girl art en los siguientes términos:

Una ilustración de portada mostrando a una atractiva joven, por lo general con ropas muy cortas o ajustadas, y diseñada para la estimulación erótica. El término no aplica [es decir, no se refiere] a la moralidad de la "chica buena", que a menudo es una novia de gángster, una tipa dura o una malvada seductora.

Como lo señala Hayton, a pesar de su amplio uso en la investigación sobre el cómic, el término «Good Girl Art» (GGA) ha adolecido de una falta de definición formal. De acuerdo con Heyton, tras su introducción en los cómics a principios de la década de 1940, el estilo se centró en representaciones ligeramente eróticas de bellas mujeres escasamente vestidas o ataviadas con ropas ceñidas que realzaban sus figuras, al tiempo que se sugería que se trataba de mujeres inocentemente ingenuas sobre una sexualidad que era en cambio evidente para los lectores. Hayton caracteriza el estilo, citando la tesis de maestría de Kevin Michael Scott, en los siguientes términos:
Las chicas buenas siempre son hermosas; su ropa, si es que no se la han quitado para revelar lencería de encaje, es escasa por elección propia o ha sido rasgada para dejar al descubierto escote y muslos. Por lo general, están atadas, a menudo con los codos atados detrás de la espalda para que resalten sus pechos improbablemente grandes (y bien detallados), que van acompañados de cinturas estrechas y piernas largas, igualmente improbables. […] La chica buena durante la guerra es una criatura impotente que necesita ser salvada por un macho poderoso, y siempre es rescatada. Esto le destacaba a los soldados la necesidad de salvar el día para Estados Unidos y todas las cosas estadounidenses, en este caso, mujeres hermosas.

... la mujer misma normalmente no recibe identidad sexual alguna, ni artísticamente ni a través de la trama. Es claramente sexual, pero sólo en apariencia. No actúa sobre ninguno de sus propios deseos. Es sexualmente pasiva. Todos los matices sexuales se crean a su alrededor. La sexualidad implica poder y era por tanto necesario hacerla impotente, más necesitada de salvación. La sexualidad empoderadora estaba reservada para el salvador.

## Historia
La popularidad del Good Girl Art alcanzó su punto más alto en las décadas de 1940 y 1950, a medida que el estilo ganaba adeptos entre hombres jóvenes, en particular soldados estadounidenses, para quienes los cómics servían de oportunidad para «mirar chicas». Entre los artistas más destacados del movimiento figuran Bill Ward (conocido por sus cómics de Torchy) y Matt Baker, que fue uno de los pocos afroamericanos que trabajaron como dibujantes durante la Edad de Oro del Cómic. La obra de Matt Baker en el cómic Phantom Lady es a menudo citada como el ejemplo más notable del estilo de GGA en los cómics.
Durante este período, el Good Girl Art llegó también a las tiras cómicas de los periódicos. Uno de los primeros ejemplos de esto fue Invisible Scarlet O'Neil de Russell Stamm, una superheroína que a menudo aparecía en lencería.
Desde entonces, el uso de la frase Good Girl Art se ha ampliado para referirse un estilo de arte en el que personajes femeninos en cómics, dibujos animados y portadas de revistas digest, libros de bolsillo o revistas pulp son mostradas en situaciones o lugares innecesariamente provocativos o insinuantes (y a veces muy improbables), como el espacio exterior. El arte a veces incluye escenarios de bondage o de damisela en apuros. Debido a estos aspectos, el GGA fue objeto de críticas por parte de Fredric Wertham en su famoso libro La seducción de los inocentes (1954).
Dos creadores de Good Girl Art para portadas de revistas de ciencia ficción fueron Earle Bergey (Startling Stories, Thrilling Wonder Stories) y Harold W. McCauley (Imagination, Fantastic Adventures). En la ficción pulp de la década de 1970, el argentino-estadounidense Héctor Garrido ilustró en este estilo las portadas de los libros de la serie de suspenso y espionaje The Baroness de Paul Kenyon así como las novelas de pulp de aventuras para hombres The Destroyer de Warren Murphy y Richard Sapir.
En 1985, Bill Pearson editó y publicó un número especial de la revista de cómics alternativa witzend, dedicado a esta forma de arte y titulado Good Girls, una colección de ilustraciones propias y de otros artistas tales como Vince Alascia, Richard Bassford, John Beatty, Stan Drake, Brad W. Foster, Frank Frazetta, Frank Godwin, V. T. Hamlin Roy Krenkel, Bob McLeod, Ed Paschke, Willy Pogany, Trina Robbins, Wally Wood, y Mike Zeck entre otros.
Entre 1990 y 2001, AC Comics publicó 19 números de Good Girl Art Quarterly de Pearson (incluyendo varios números de Good Girl Comics), que se trataron de una mezcla de fotografías y cómics nuevos con reimpresiones de historias antiguas. Otros dibujantes de la serie incluyen a Nina Albright, Dick Ayers, Frank Bolle, Gill Fox, Jack Kamen, Bob Lubbers, Pete Morisi y Bob Powell.